# لازارو رینوسو
لازارو رینوسو (اسپانیایی: Lázaro Reinoso‎؛ زادهٔ ۹ دسامبر ۱۹۶۹) کشتی‌گیر اهل کوبا بود.
وی در مسابقات کشوری و بین‌المللی در مجموع برندهٔ ۱ مدال نقره، ۱ مدال برنز شده‌است.